# Леонардо Спинацола
Леонардо Спинацола (итал. Leonardo Spinazzola; рођен 25. марта 1993. године) је италијански фудбалер који игра на позицији левог бека или левог крила за Наполи и за репрезентацију Италије.

## Клупска каријера

### Почеци каријере, Сијена, Јувентус и прве позајмице
Рођен у Фолињу, Спинацола је почео да тренира фудбал са 6 година у локалном Виртус Фолињу, где је играо у нападу, а када је имао 14 година, 2007. године, прешао је у Сијену. У Сијени је почео да игра на позицији крила.
2010. године је позајмљен Јувентусу, као део договора где су он, Марсел Бихел и Николо Ђанети позајмљени Јувентусу из Сијене, док су у супротном правцу на позајмицу отишли Чиро Имобиле и Лука Мароне.
2012. године је са омладинцима Јувентуса освојио чувени турнир у Вијаређу, где је изабран за играча турнира (златни дечко). У јуну 2012. године Јувентус је откупио половину Спинацолиног уговора од Сијене.
На почетку сезоне 2012/13 позајмљен је Емполију, где је провео јесењи део сезоне. 1. септембра 2012. године дебитовао је у професионалној каријери, када је ушао са клупе у другом полувремену, на утакмици између Новаре и Емполија (2:2), а две недеље касније 15. септембра 2012. године постигао је свој први гол, када је Емполи поражен од Ливорна са 4:2. Од јануара 2013. године до краја сезоне био је позајмљен Ланчану.
Пред почетак сезоне 2013/14 Сијена и Јувентус су обновили уговор о сувласништву над Спинацолом, а ту сезону Спинацола је провео у Сијени на позајмици из Јувентуса. Како је Сијена банкротирала на крају сезоне и због тога отпустила све играче, Јувентус је без накнаде преузео Сијениних 50% права на Спинацолу.

### Аталанта, Виченца и Перуђа
Пред почетак сезоне 2014/15 Спинацола је позајмљен Аталанти. 31. августа 2014. године дебитовао је у Серији А на утакмици Аталанте против Вероне (0:0). У Аталанти, под тренером Колантуоном, играо је још повученије, на позицији офанзивног бека. Ипак, није добио много шанси у Аталанти, у којој је био само током јесењег дела сезоне 2014/15. У фебруару 2015. године прешао је на позајмицу у Виченцу до краја сезоне.
За време позајмице у Перуђи следеће сезоне (2015/16), под тренером Бизолијем, Спинацола је почео да игра на позицији класичног бека, чиме је окончао своју транзицију од нападача у младим годинама до бека у каснијем периоду сениорске каријере. У Перуђи се усталио као стартер и са 34 наступа у Серији Б привукао је пажњу многих клубова.

### Повратак у Аталанту
Пред почетак сезоне 2016/17 Аталанта је договорила двогодишњу позајмицу из Јувентуса. На другој позајмици у Аталанти, Спинацола је коначно показао своје умеће, играјући крило у формацији 3-4-3 код тренера Гасперинија и где је помогао Аталанти да у сезони 2016/17 дође до четвртог места на крају сезоне. Његове партије у Аталанти, отвориле су му врата првог тима Јувентуса, који је више пута покушао да га врати раније, прво после годину дана позајмице, а затим поново у јануару 2018. године, али због инсистирања тренера Гасперинија, његов повратак уследио је тек на крају сезоне 2017/18.

### Повратак у Јувентус и Рома
Ипак, иако је уживао поверење тренера Алегрија, повреда, због које је оперисан у мају 2018. године и Алекс Сандро, који је тада био незамењив уз леву страну у тиму Јувентуса, онемогућили су Леонарда да покаже свој пун потенцијал. Због повреде колена није ни био регистрован за наступе у европским такмичењима за Јувентус јесењем делу сезоне 2018/19. У новембру 2018. године почео је да тренира пуним капацитетом, после паузе од операције. Накнадно је регистрован у јануару 2019. године за европска такмичења, јер иако је требало да буде позајмљен Болоњи, Спинацола је остао, због повреде Куадрада, за кога Јувентус није нашао одговарајућу замену. За Јувентус је дебитовао 12. јануара 2019. године на утакмици Купа Италије, коју је Јувентус добио на гостовању код Болоње.
12. марта 2019. године дебитовао је у Лиги шампиона, где је био стартер на утакмици реванша осмине-финала против Атлетико Мадрида, када је Јувентус славио са 3:0. Са Јувентусом је те године освојио Скудето и трофеј у суперкупу. Само 12 утакмица док краја сезоне у свим такмичењима, није било довољно да убеди Јувентус да га задржи.
1. јула 2019. године Спинацола је прешао у Рому за 29,5 милиона евра, док је у супротном правцу отишао Лука Пелегрини.
У јануару 2020. године Спинацола је био на корак од преласка у Интер, као замена за Политана, али до трансфера није дошло јер је Интер одустао због сумњи у његову физичку кондицију. 19. јула 2020. године постигао је први гол за Рому против Интера. Ипак, меч је завршен са 2:2, пошто је бод Интеру осигурао Лукаку, након слободног ударца који је скривио Спинацола.
1. новембра 2020. године постигао је први гол на утакмици, када је Рома победила Фјорентину са 2:0. 3. марта 2021. године Спинацола је постигао први гол на утакмици, а касније и аутогол, поново на сусрету са Фјорентином, који је Рома на крају добила са 2:1. Са Ромом је стигао до полуфинала Лиге Европе, а на крају је уврштен у тим сезоне Лиге Европе за сезону 2020/21.

## Репрезентативна каријера
У марту 2017. године, на позив селектора Ђан Пјера Вентуре Спинацола је дебитовао за национални тим на пријатељској утакмици против Холандије, коју је Италија добила са 2:1.
Спинацола се нашао на списку репрезентативаца које је селектор Манчини позвао за европско првенство 2020. На отварању првенства, 11. јуна 2021. године, Спинацола је проглашен за играча утакмице против Турске, коју је Италија добила са 3:0. На утакмици осмине финала, на којој је Италија победила Аустрију са 2:1, Спинацола је поново проглашен за играча утакмице, други пут на турниру.

## Приватни живот
Спинацола је од децембра 2020. године у браку са својом дугогодишњом девојком Миријам, са којом има сина Матију, рођеног 2018. године и кћерку Софију, која је рођена 2021. године.

## Занимљивости
У младости идол му је био Роналдо, а поред њега Руија Косту и Батистуту. И Замброту је наводио као инспирацију, јер је као и он почео каријеру на позицији крила, а касније је прешао на позицију бека.
Иако је преферирао број 7, када се вратио у Јувентус узео је број 37, који је носио у Аталанти, јер је број 7 већ био резервисан за тада ново појачање Јувентуса Кристијана Роналда.
Спинацола има тетоважу симбола бесконачности, као и велику маорску тетоважу на десној руци.

## Статистика каријере

### Клупска
Ажурирано закључно са 9. мајом 2024. године
| Клуб                 | Сезона            | Лига              | Лига    | Лига   | Куп     | Куп    | Европа  | Европа | Остало  | Остало | Укупно  | Укупно |
| Клуб                 | Сезона            | Такмичење         | Наступа | Голова | Наступа | Голова | Наступа | Голова | Наступа | Голова | Наступа | Голова |
| -------------------- | ----------------- | ----------------- | ------- | ------ | ------- | ------ | ------- | ------ | ------- | ------ | ------- | ------ |
| Емполи (позајмица)   | 2012/13           | Серија Б          | 7       | 1      | 1       | 0      | –       | –      | –       | –      | 8       | 1      |
| Ланчано (позајмица)  | 2012/13           | Серија Б          | 3       | 0      | 0       | 0      | –       | –      | –       | –      | 3       | 0      |
| Сијена (позајмица)   | 2013/14           | Серија Б          | 24      | 1      | 2       | 0      | –       | –      | –       | –      | 26      | 1      |
| Аталанта (позајмица) | 2014/15           | Серија А          | 2       | 0      | 3       | 1      | –       | –      | –       | –      | 5       | 1      |
| Виченца (позајмица)  | 2014/15           | Серија Б          | 10      | 0      | 0       | 0      | –       | –      | –       | –      | 10      | 0      |
| Перуђа (позајмица)   | 2015/16           | Серија Б          | 34      | 0      | 2       | 0      | –       | –      | –       | –      | 36      | 0      |
| Аталанта (позајмица) | 2016/17           | Серија А          | 30      | 0      | 2       | 0      | –       | –      | –       | –      | 32      | 0      |
| Аталанта (позајмица) | 2017/18           | Серија А          | 18      | 0      | 1       | 0      | 6       | 0      | –       | –      | 25      | 0      |
| Аталанта (позајмица) | Укупно            | Укупно            | 48      | 0      | 3       | 1      | 6       | 0      | –       | –      | 57      | 1      |
| Јувентус             | 2018/19           | Серија А          | 10      | 0      | 1       | 0      | 1       | 0      | 0       | 0      | 12      | 0      |
| Рома                 | 2019/20           | Серија А          | 24      | 1      | 0       | 0      | 8       | 1      | –       | –      | 32      | 2      |
| Рома                 | 2020/21           | Серија А          | 27      | 2      | 1       | 0      | 11      | 0      | –       | –      | 39      | 2      |
| Рома                 | 2021/22           | Серија А          | 3       | 0      | 0       | 0      | 1       | 0      | –       | –      | 4       | 0      |
| Рома                 | 2022/23           | Серија А          | 26      | 1      | 1       | 0      | 13      | 1      | –       | –      | 40      | 2      |
| Рома                 | 2023/24           | Серија А          | 24      | 1      | 2       | 0      | 10      | 0      | –       | –      | 36      | 1      |
| Рома                 | Укупно            | Укупно            | 104     | 5      | 4       | 0      | 43      | 2      | –       | –      | 151     | 7      |
| Наполи               | 2024/25           | Серија А          | 0       | 0      | 0       | 0      | 0       | 0      | –       | –      | 0       | 0      |
| Укупно у каријери    | Укупно у каријери | Укупно у каријери | 242     | 7      | 16      | 1      | 50      | 2      | 0       | 0      | 308     | 10     |

### Репрезентативна
Ажурирано закљуно са  18. јуном 2023. године
| Репрезентација | Година | Наступи | Голови |
| -------------- | ------ | ------- | ------ |
| Италија        | 2017   | 5       | 0      |
| Италија        | 2018   | 0       | 0      |
| Италија        | 2019   | 3       | 0      |
| Италија        | 2020   | 2       | 0      |
| Италија        | 2021   | 8       | 0      |
| Италија        | 2022   | 3       | 0      |
| Италија        | 2023   | 3       | 0      |
| Укупно         | Укупно | 24      | 0      |

## Трофеји
Омладинци Јувентуса
- Турнир у Вијаређу (1) : 2012

Јувентус
- Серија А (1) : 2018/19
- Суперкуп Италије (1) : 2018

Рома
- УЕФА Лига конференције (1) : 2021/22

Италија
- Европско првенство (1) : 2020

Индивидуални
- Турнир у Вијаређу (1) : Златни дечко 2012[6]
- УЕФА Лига Европе тим сезоне (1) : 2020/21[33]